# Kevin Nanney
PPMD (de son vrai nom Kevin Nanney), né le 25 septembre 1990, est un joueur professionnel de jeux vidéos sur le jeu Super Smash Bros. Melee, originaire de Shelby, ville de Caroline du Nord, aux États-Unis.
Il est principalement connu pour avoir remporté haut-la-main l'Apex (tournoi majeur de la série Super Smash Bros.) deux années de suite, en 2014 et 2015, et pour avoir été sponsorisé par l'équipe e-sport Evil Geniuses à partir de mai 2014, équipe qu'il quittera en janvier 2021. Entre 2021 et 2023, il fait partie de l'équipe Golden Guardians.
Il est un des "cinq dieux" de Melee, aux côtés de Mew2King, Mang0, Armada, et Hungrybox.

## Carrière
Kevin Nanney commence à jouer à Melee en 2007. Ayant du mal à trouver des adversaires, il joue contre son petit frère puis enregistre ses matchs et les analyse pour trouver ses faiblesses et s'améliorer.
Il commence à se déplacer en tournoi en 2009. Persuadé qu'il sera mauvais et ne ferait aucun bon résultat, il choisit comme pseudonyme Dr. Peepee (docteur du pipi), afin que les autres compétiteurs se souviennent de lui.
En novembre 2009, il participe au tournoi Revival of Melee 2, où il gagne en notoriété en se classant deuxième (derrière Hungrybox), soit plus haut que Mang0, le meilleur joueur du monde en 2009. Finalement, il gagne son premier tournoi de taille nationale lors de l'édition suivante de ce tournoi (le Revival of Melee 3), en battant Mew2King en finale.
L'année suivante, il termine deuxième à l'Apex 2013, en perdant à deux reprises contre Armada lors des phases finales. Peu après ce tournoi (le 31 mai 2013), il est sponsorisé par l'équipe VGBootCamp (connue pour gérer la diffusion de la plupart des tournois Melee sur Twitch).
En janvier 2014, Nanney remporte l'Apex 2014, le deuxième plus grand tournoi de l'histoire à l'époque. Par la suite, il participe à deux autres tournois qu'il remporte sans perdre un seul set. En mai, il quitte VGBootCamp et devient le premier joueur Super Smash Bros. de l'équipe Evil Geniuses,,. C'est également à ce moment qu'il change son pseudo pour PPMD, qui est un acronyme de Peepee Medical Doctor.
En juin, PPMD participe au tournoi SKTAR 3, qu'il remporte à nouveau sans perdre un seul set et en battant Mew2King en finale. Il est ensuite classé meilleur joueur du monde pour l'été 2014.
Il participe ensuite au MLG Anaheim 2014, où il perd à la fois contre Leffen (durant la phase de poules) puis contre Mang0 et Mew2King : il termine quatrième. Il est également invité par Nintendo à participer au tournoi invitational de l'E3 pour tester Super Smash Bros. for Wii U avant la sortie du jeu. Il est éliminé lors des quarts de finale et termine neuvième. Il reçoit également le Fan-Favorite Award.
En juillet, il termine quatrième à l'EVO 2014 en perdant contre Armada. Il ne participe alors à aucun tournoi jusqu'en février 2015, où il participe à nouveau à l'Apex. Il remporte brillamment le tournoi pour la deuxième année consécutive en battant Armada en finale,.
Après sa victoire, PPMD ne vient pas en tournoi jusqu'en juillet 2015, où il participe à l'EVO. Il termine troisième en étant battu 3 à 0 par Armada puis Hungrybox lors des phases finales. En novembre, il remporte deux tournois mineurs, puis il est invité à participer au Smash Summit. Il y est éliminé par Plup, et termine cinquième.
En janvier 2016, PPMD participe au GENESIS 3, où il termine sixième. En mars, il est invité au tournoi Battle of the Five Gods, et participe. Il termine dixième en étant éliminé peu après la phase de poules.
PPMD n'a participé à aucun tournoi depuis 2016 (excepté le Bad Moon Rising 2 en juillet 2017 où il ne participe qu'en mode deux contre deux) en raison de problèmes de santé : il est victime d'un syndrome de fatigue chronique ainsi que d'une carence de testostérone, ce qui réduit grandement son énergie et le fatigue très rapidement. De plus, le traitement qu'il suit contre ces problèmes lui provoque de lourds effets secondaires, notamment sur son cœur.
Néanmoins, il poste depuis 2016 des vidéos sur sa chaîne YouTube pour informer ses supporters sur son état de santé. Depuis 2019, il streame fréquemment sur sa chaîne Twitch et continue de jouer à Melee notamment avec ses spectateurs. Depuis le début de l'année 2021, il poste régulièrement des vidéos d'analyse sur sa chaîne YouTube (environ une vidéo par jour).
En janvier 2021, PPMD quitte Evil Geniuses.
Il sera ensuite sponsorisé par l'équipe Golden Guardians à partir d'avril 2021). Le 30 novembre 2023, Golden Guardians se retire de la scène compétitive de Super Smash Bros. Melee, et PPMD se retrouve alors sans sponsor.

### Style de jeu
Nanney est apprécié pour son style de jeu et ses punitions spectaculaires pour un grand nombre des spectateurs, malgré le fait qu'elles soient improvisées et moins méthodiques que celles d’autres compétiteurs. Son style consiste à prendre l'avantage sur son adversaire en lui faisant prendre de mauvaises décisions pour mieux l'écraser.
Les bases de l'entraînement de Nanney demeurent l'analyse de matchs et le fait de théoriser sur le jeu, améliorer son style jeu, corriger ses erreurs, ce qui lui permet de maintenir un niveau excellent tout en participant à moins de tournois que ses adversaires.

### Résultats
| Tournois                         | Nombre de participants (1 contre 1) | Dates                              | Placement (1 contre 1) | Placement (2 contre 2) | Coéquipier (2 contre 2) |
| -------------------------------- | ----------------------------------- | ---------------------------------- | ---------------------- | ---------------------- | ----------------------- |
| Revival of Melee 2               | 159                                 | 21 & 22 novembre 2009              | 2e                     | 13e                    | tag$                    |
| Pound 4                          | 347                                 | 16, 17 & 18 janvier 2010           | 9e                     | 3e                     | L0zR                    |
| Apex 2010                        | 218                                 | 6, 7 & 8 août 2010                 | 4e                     | 5e                     | everlasting yayuhzz     |
| Revival of Melee 3               | 163                                 | 20 & 21 novembre 2010              | 1er                    | 3e                     | everlasting yayuhzz     |
| Winter Game Fest VI              | 105                                 | 22, 23 & 24 janvier 2011           | 1er                    | 1er                    | Mew2KIng                |
| Pound V                          | 243                                 | 19, 20 & 21 février 2011           | 1er                    | 4e                     | L0zR                    |
| Genesis 2                        | 228                                 | 15, 16 & 17 juillet 2011           | 7e                     | 2e                     | Mew2King                |
| Revival of Melee 4               | 110                                 | 19 & 20 novembre 2011              | 2e                     | 5e                     | everlasting yayuhzz     |
| Apex 2012                        | 318                                 | 6, 7 & 8 juillet 2012              | 5e                     | 3e                     | L0zR                    |
| Zenith 2012                      | 92                                  | 26 & 27 mai 2012                   | 1er                    | 2e                     | everlasting yayuhzz     |
| IMPULSE                          | 78                                  | 30 juin & 1er juillet 2012         | 2e                     | 1er                    | Mang0                   |
| Smashers' Reunion : Melee Grande | 124                                 | 13, 14 & 15 juillet 2012           | 2e                     | 2e                     | Leffen                  |
| King of Cali                     | 121                                 | 10 novembre 2012                   | 1er                    | 3e                     | Ken                     |
| Apex 2013                        | 336                                 | 11, 12 & 13 janvier 2013           | 2e                     | 7e                     | L0zR                    |
| Zenith 2013                      | 126                                 | 1er & 2 juin 2013                  | 4e                     | 3e                     | Unknown522              |
| EVO 2013                         | 709                                 | 12, 13 & 14 juillet 2013           | 5e                     | —                      | —                       |
| The Big House 3                  | 173                                 | 12 & 13 octobre 2013               | 3e                     | 2e                     | Hax                     |
| Apex 2014                        | 629                                 | 17, 18 & 19 janvier 2014           | 1er                    | 9e                     | Leffen                  |
| Civil War VI                     | 55                                  | 12 & 13 avril 2014                 | 1er                    | —                      | —                       |
| SKTAR 3                          | 237                                 | 31 mai & 1er juin 2014             | 1er                    | 2e                     | Mang0                   |
| MLG Anaheim 2014                 | 325                                 | 20, 21 & 22 juin 2014              | 4e                     | —                      | —                       |
| EVO 2014                         | 970                                 | 11, 12 & 13 juillet 2014           | 4e                     | —                      | —                       |
| Apex 2015                        | 1037                                | 30, 31 janvier & 1er février 2015  | 1er                    | —                      | —                       |
| Bad Moon Rising                  | 220                                 | 14 & 15 mars 2015                  | —                      | 5e                     | L0zR                    |
| EVO 2015                         | 1869                                | 17, 18 & 19 juillet 2015           | 3e                     | —                      | —                       |
| Canda Cup 2015                   | 82                                  | 30, 31 octobre & 1er novembre 2015 | 1er                    | —                      | —                       |
| Smash Summit                     | 16 (tournoi sur invitation)         | 5, 6, 7 & 8 novembre 2015          | 5e                     | 5e                     | Plup                    |
| GENESIS 3                        | 1828                                | 15, 16 & 17 janvier 2016           | 6e                     | —                      | —                       |
| Battle of the Five Gods          | 20 (tournoi sur invitation)         | 17, 18 & 19 mars 2016              | 10e                    | —                      | —                       |
| Bad Moon Rising 2                | 369                                 | 1er juillet 2017                   | —                      | 4e                     | L0zR                    |

## Vie personnelle
Kevin Nanney naît en 1990.
En 2009, Nanney termine le lycée à Boiling Springs, en Caroline du Nord. Il étudie ensuite la psychologie en licence à l'université de Caroline du Nord à Greensboro. Nanney habite actuellement à Raleigh. Son petit frère, Alex « Twitch » Nanney, est aussi un joueur compétitif de Super Smash Bros. Melee
Il souffre de dépression, qui limite sa capacité à se déplacer en tournoi et lui coupe parfois l'envie de s'entraîner. Il apprend après plusieurs années que sa dépression est due à un déficit de testostérone ainsi qu'un syndrome de fatigue chronique, et suit actuellement un traitement, postant régulièrement des nouvelles sur son avancement sur Twitter. En attendant sa rémission, il s'est vu dans l'obligation d'arrêter Melee en 2015, car il était devenu trop compliqué pour lui de garder un niveau à la hauteur de sa prestance. Il a cependant exprimé une envie de vivre du jeu vidéo.